# Луцій Семпроній Атратін
Луцій Семпроній Атратін (лат. Lucius Sempronius Atratinus; 73 до н. е. —7) — політичний та військовий діяч Римської республіки та Римської імперії, консул-суффект 34 року до н. е.

## Життєпис
Походив з впливового плебейського роду Кальпурніїв. Син Луція Кальпурнія Бестії, едила 57 року до н. е. Замолоду був усиновлений Луцієм Семпронієм Атратіном. Отримав гарну освіту, відзначався своїм красномовством.
Політичну кар'єру розпочав звинуваченням у 56 році до н. е. Марка Целія Руфа у підкупі голосів під час виборів. Утім останнього вміло захищав Цицерон. Після цього у 40 році до н. е. увійшов до колегії авгурів. Після вбивства диктатора Гая Юлія Цезаря підтримував Марка Антонія. У 39 році до н. е. призначений Антонієм легатом—пропретором Ахайї. У 36 році до н. е. брав участь у боротьбі тріумвірів із Секстом Помпеєм на Сицилії.
У 34 році до н. е. став консулом-суффектом. На цій посаді пробув до 1 липня. Незабаром після цього перейшов на бік Октавіана Августа. У 23—21 роках до н. е. як проконсул керував провінцією Африка. По поверненню до Риму відсвяткував тріумф. Надалі відійшов від політичних справ.